# Antonio Larrota González
Antonio María Larrota González  (Bucaramanga, 18 de diciembre de 1937-Tacueyó, Toribío, 5 de junio de 1961) fue un líder estudiantil y guerrillero colombiano. Fue uno de los fundadores del Movimiento Obrero Estudiantil y Campesino (MOEC).

## Biografía
Nació en Bucaramanga, sus padres fueron Tomás Larrota y Priscila González, y sus hermanos Patricio, Gabriel, Ramón y María del Pilar. Esta familia se trasladó a Bogotá luego de que Tomás Larrota recibiera una oferta de trabajo. Fue estudiante del Colegio Grancolombiano en Bogotá, y se desempeñó como líder estudiantil en protestas contra Gustavo Rojas Pinilla, en junio de 1957 participó como delegado en la fundación de la Unión Nacional de Estudiantes Colombianos (UNEC), de la cual fue presidente 10 meses y colaboró en la realización del periódico de la UNEC. Fue invitado a varios países socialistas de Europa (Unión Soviética, Hungría, Checoslovaquia y Alemania Oriental) y China, por lo cual su pensamiento político fue cambiando de derecha a izquierda, evidente en el segundo congreso de la UNEC. Además el ser vocero de los estudiantes colombianos convirtió a Larrota en un destacado y enérgico dirigente.
En 1958 ingreso a la Universidad Libre, y realizó actividades de apoyo al Movimiento 26 de Julio de Cuba, realizando declaraciones contra Fulgencio Batista, y en solidaridad con la a Federación de Universitarios de Cuba por lo cual fue invitado a Cuba a mediados de 1959, donde realizó discursos contra el Frente Nacional y de promoción del proyecto de revolución colombiana, junto a Gloria Gaitán. Luego viajó a México, realizó labores de agitación.
Lidero las protestas por el alza del transporte en Bogotá en 1959, destacándose por su oratoria y siendo detenido en varias ocasiones y siendo expulsado de la UNEC.
Fundó el Movimiento Obrero Estudiantil y Campesino 7 de enero en 1960, junto a Eduardo Aristizábal Palomino, Armando Valenzuela Ruiz, Alejandro Páez Murillo, Robinson Jiménez, Jorge Bejarano Mateus, Luis Alfredo Sánchez, Patricio Larrota y algunos empleados y obreros de la ciudad, para realizar un movimiento guerrillero y seguir los pasos de la revolución cubana en Colombia. Este movimiento apoyo huelgas de trabajadores del sector bancario y de Icollantas, y brindo ayudas a los afectados por la Explosión de Cali en 1956.
Fue invitado nuevamente a Cuba en 1960 junto a Raúl Alameda, formó parte de las milicias estudiantiles que recibieron instrucción militar, se entrevisto con Ernesto Guevara y quien habría sugerido el Páramo de Tacueyó (Cauca), un lugar indicado para la insurrección. A su regreso tomó la decisión de conformar una guerrilla en el Cauca, donde el MOEC, hizo contactos con bandoleros como Adán de Jesús Aguirre “Aguililla” y “Tijeras”.

## Asesinato
Al intentar establecer contactos con los bandoleros en el Cauca, para establecer su guerrilla en esa región del país, fue asesinado en confusas circunstancias por "Aguililla", algunas versiones hablan de complicidad de "Aguililla" con el Ejército Nacional, otra de enfrentamientos con el grupo de "Tijeras", sin información clara de su paradero, se reportó su muerte en junio de 1961. cuando fue asesinado Larrota vestía prendas militares, en sus bolsillos se encontraron un pasaporte, cédulas y cartas dirigidas al “doctor Camilo” su seudónimo. Su cuerpo presentaba perforaciones de bala en el pecho y en la espalda, puñaladas y cortes con machete en el cráneo. El 18 de mayo de 1961, fue sepultado en una fosa común del cementerio de Popayán, a pesar de la oposición del obispo de esa ciudad. Su muerte fue motivo de protesta por el Partido Comunista Colombiano.